# Carpenedolo
Carpenedolo – miejscowość i gmina we Włoszech, w regionie Lombardia, w prowincji Brescia.
Według danych na rok 2004 gminę zamieszkiwały 10 384 osoby, 346,1 os./km².